# Les Nationalistes
Pour les articles homonymes, voir Parti nationaliste, Parti national et PNF.
 (août 2021).
Si vous disposez d'ouvrages ou d'articles de référence ou si vous connaissez des sites web de qualité traitant du thème abordé ici, merci de compléter l'article en donnant les références utiles à sa vérifiabilité et en les liant à la section « Notes et références ».
Les Nationalistes, connu jusqu'en 2019 sous le nom de Parti nationaliste français (PNF), est un mouvement politique français d'extrême droite pétainiste et ultranationaliste actif de 1983 à 1995 environ, puis refondé en 2015.

## Historique
Le Parti nationaliste français est fondé en 1983 comme scission du Front national, par des militants qui estiment que Jean-Marie Le Pen est « une marionnette d'Israël ».
Issu du journal Militant, dont l'équipe avait été poussée à sortir du Front national par Jean-Pierre Stirbois, le mouvement compte parmi ses fondateurs Pierre Bousquet, Jean Castrillo, et Henri Simon (tous anciens membres de la Division SS Charlemagne), ainsi que Pierre Pauty, Patrice Chabaille ancien membre de comité central du Front National et Alain de La Tocnaye. Alain Renault fait partie des fondateurs mais s'en éloigne rapidement pour rejoindre Philippe de Villiers.
En 1985, une frange plus radicale du parti (menée par Claude Cornilleau) fera scission pour créer le Parti nationaliste français et européen, d'obédience néonazie. Le PNF sera rejoint en 1990 par les Jeunesses nationalistes révolutionnaires de Serge Ayoub, mais la rupture sera consommée en 1991. Peu après, Pierre Pauty quittera le PNF, retournant au FN pour y être élu au comité central. D'autres contacts seront tentés, notamment avec Troisième Voie de Jean-Gilles Malliarakis ou l'Œuvre française de Pierre Sidos, mais sans réel succès. Le Parti nationaliste français finit par devenir quasi-inactif à partir du milieu des années 1990.
Le 29 juillet 2015, André Gandillon, secrétaire général du PNF et rédacteur en chef de la revue Militant, lance un appel au rassemblement des nationalistes au sein de cette structure.
Dans les mois qui suivirent, plusieurs structures radicales annoncèrent leur ralliement au sein du Parti nationaliste français. Lorraine nationaliste, Paris nationaliste, Les Caryatides, figurent parmi celles-ci, ainsi que nombre de mouvements locaux, autonomes depuis les dissolutions de l'Œuvre française et des Jeunesses nationalistes.
Les 31 octobre et 1er novembre 2015, le mouvement organise un congrès de refondation recevant une centaine de personnes. Ce congrès fait l'objet d'articles de presse, liés à la lettre de soutien envoyée par Jean-Marie Le Pen et lue pour le public. La mouvance constituée autour des anciens sympathisants de l'Œuvre française et des Jeunesses nationalistes, organisations dissoutes en 2013 par le gouvernement après l'affaire Clément Méric, se rallie à cette initiative. Le président élu est Jean-François Simon, et Yvan Benedetti devient porte-parole du PNF.
En 2019, Yvan Benedetti est condamné à huit mois de prison avec sursis pour reconstitution de ligue dissoute, la justice considérant que l'Œuvre française a poursuivi ses activités sous le nom du PNF. Après cette condamnation, le PNF se transforme en juin 2019 en une nouvelle structure baptisée Les Nationalistes,,.
Le 10 mai 2023, dans un contexte de polémique autour des rassemblements d'extrême droite après une manifestation du Comité du 9-Mai, la préfecture de police de Paris interdit une manifestation pour la fête de Jeanne d'Arc organisée par Les Nationalistes. Le mouvement d'extrême droite dépose un recours qui finit par être rejeté, contrairement à celui déposé par l'Action française, dont le rassemblement pour la fête de Jeanne d'Arc avait également été interdit par la préfecture de police.
Lors des élections européennes de 2024, Les Nationalistes présente la liste Forteresse Europe, avec pour tête de liste l'avocat Pierre-Marie Bonneau.

## Idéologie
En 2019, Nicolas Lebourg remarque que le PNF se réclame du phalangisme, du Régime de Vichy et de l'affirmationnisme blanc (« la proclamation d'une fierté de l'identité raciale et culturelle des Blancs »). Le PNF considère alors que la France connaît un processus révolutionnaire, affirmé lors de l'élection présidentielle de 2017 par l'« élimination des partis ayant dirigé la France » et en 2018 par le mouvement des Gilets jaunes.
Dans son programme pour les élections européennes de 2024, Les Nationalistes prône un arrêt total de l'immigration, la sortie de l'Union européenne et de l'Otan ainsi que la fin du soutien militaire à l'Ukraine dans la guerre russo-ukrainienne au profit d'une alliance avec la Russie.

## Symbolique
Le sigle du Parti nationaliste français faisait référence au Parti national fasciste de Mussolini[réf. nécessaire] ; quant à son logo, il comporte une fleur de lys et une épée.

## Résultats électoraux

### Elections européennes
| Année | Voix  | %    | Rang | Tête de liste        |
| ----- | ----- | ---- | ---- | -------------------- |
| 2024  | 5 172 | 0,02 | 27e  | Pierre-Marie Bonneau |